# Nilda Callañaupa Alvarez

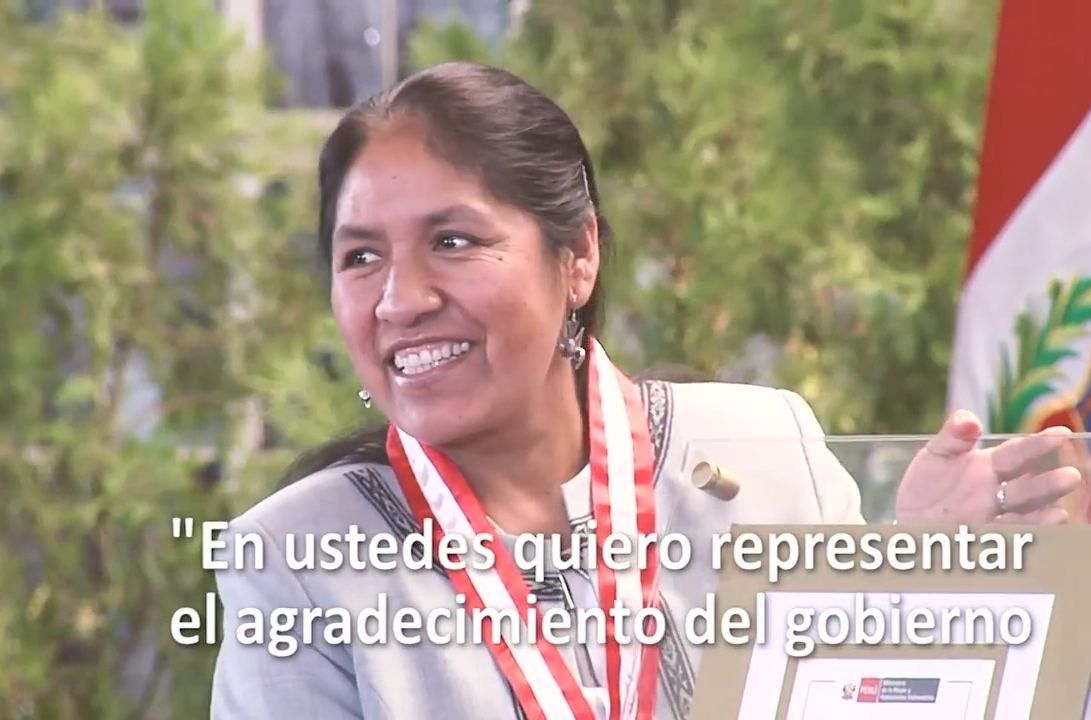
Nilda Callañaupa Álvarez 2018

Nilda Callañaupa Alvarez là một thợ dệt Quechua bản địa đến từ Chinchero ở vùng Cusco (Cuzco) của Peru. Cùng với các thợ dệt Quechua khác từ Chinchero cũng như những người hỗ trợ quốc tế, bà đã giúp thành lập Centro de Textiles Tradicionales del Cusco (Trung tâm Dệt may Truyền thống của Lima) vào năm 1996 như một tổ chức phi lợi nhuận. Từ năm 1996 cho đến ngày nay, Callañaupa đã từng là giám đốc của Centro de Textiles Tradicionales del Cusco hay CTTC. Bà đã viết hai cuốn sách về nghề dệt của ngườu Peru, và là đồng tác giả thứ ba về thợ dệt lão làng ở Peruvian Andes.

## Tiểu sử
Về phía nhà ngoại, ông của Callañaupa là người Tây Ban Nha và bà của bà là người Quechua. Sau khi ông của bà qua đời khi còn nhỏ, bà của bà đã nuôi gia đình thông qua việc sản xuất và bán hàng dệt may. Bà của Callañaupa đã dạy mẹ của Callañaupa, Guadelupe Alvarez, cách dệt, người đã lần lượt dạy con gái mình. Callañaupa và các thành viên khác trong gia đình bà thường được mô tả là "bậc thầy dệt may".
Callañaupa lớn lên vào những năm 1960 tại Chinchero, Peru. Cha mẹ bà kiếm sống bằng nghề nông. Khi Callañaupa lên bốn, mẹ bà bắt đầu mang con gái theo mình đến chakra (cánh đồng) Khi bà lên sáu, Callañaupa được tin tưởng để trông coi đàn cừu một mình. Trong khi chăm sóc đàn cừu của mình, Callañaupa kết bạn với một người chăn cừu già, Doña Sebestiana, một người dệt vải có tay nghề cao. Callañaupa cho rằng sự quan tâm của bà đối với hàng dệt may đối với Doña Sebastiana, người có công việc tốt đến mức Callañaupa khi trẻ mơ ước được xe chỉ vào ban đêm.